# Long Island Sound

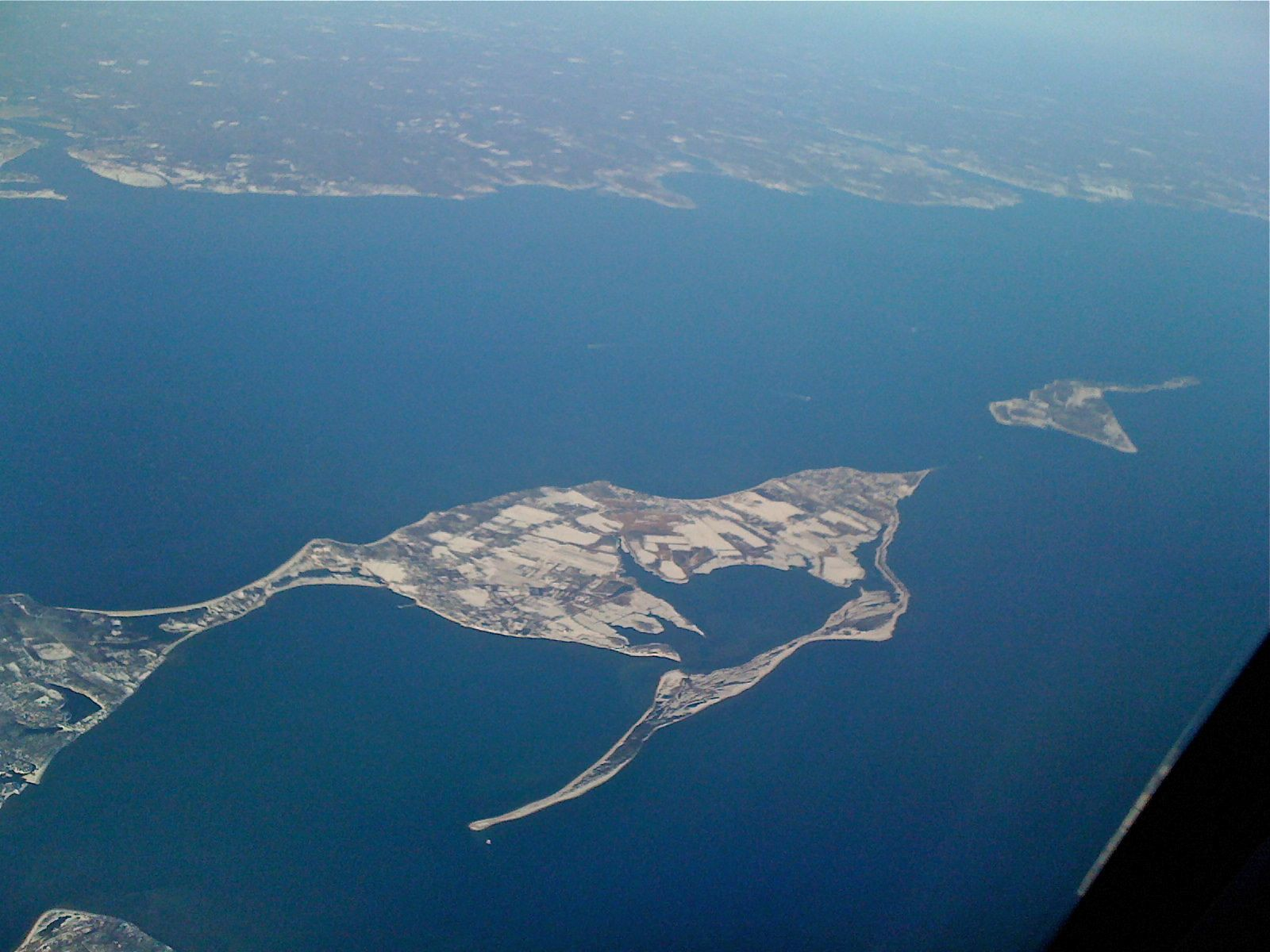
Vista aèria del Long Island Sound. Al fons, la costa de Connecticut.

El Long Island Sound (estret de Long Island) és un estuari de l'oceà Atlàntic, on hi desemboquen nombrosos rius des de Connecticut i Rhode Island, i també la regió de New York. Està situat entre les costes de Connecticut i un punt de l'estat de Nova York pel nord, Long Island pel sud, i les ribes de la ciutat de Nova York cap al sud-oest. El riu Connecticut desemboca a l'estret, i a l'extrem sud-oest, el Long Island Sound és vorejat pel comtat de Westchester, i connectat al Bronx i a l'East River. El Long Island Sound és a més a més de vegades considerat com la frontera natural entre Nova Anglaterra, i la regió de l'Atlàntic Mitjà (els estats de Nova York, Pennsilvània, Nova Jersey, Maryland i Delaware.)